# Bergsbotn
Bergsbotn est une localité de l'île de Senja en Norvège, dans le comté (fylke) de Troms et Finnmark. Elle est située sur le fjord de Bergsfjorden (no).

## Géographie
Bergsbotn a fait partie administrativement jusqu'en 2020 de la kommune de Berg jusqu'à la fusion de cette dernière avec la nouvelle commune de Senja.
Le village est situé à environ cinq kilomètres à l'est de Skaland et de Steinfjord, le long de la rive nord du fjord ; il est au nord-est d'Ersfjord et au nord-ouest de Senjahopen.
Il est traversé par la route départementale 862. D'une superficie de 50,76 km2, Bergsbotn comprend les trois lacs de Hestvatnan, près desquels est située une centrale hydroélectrique.

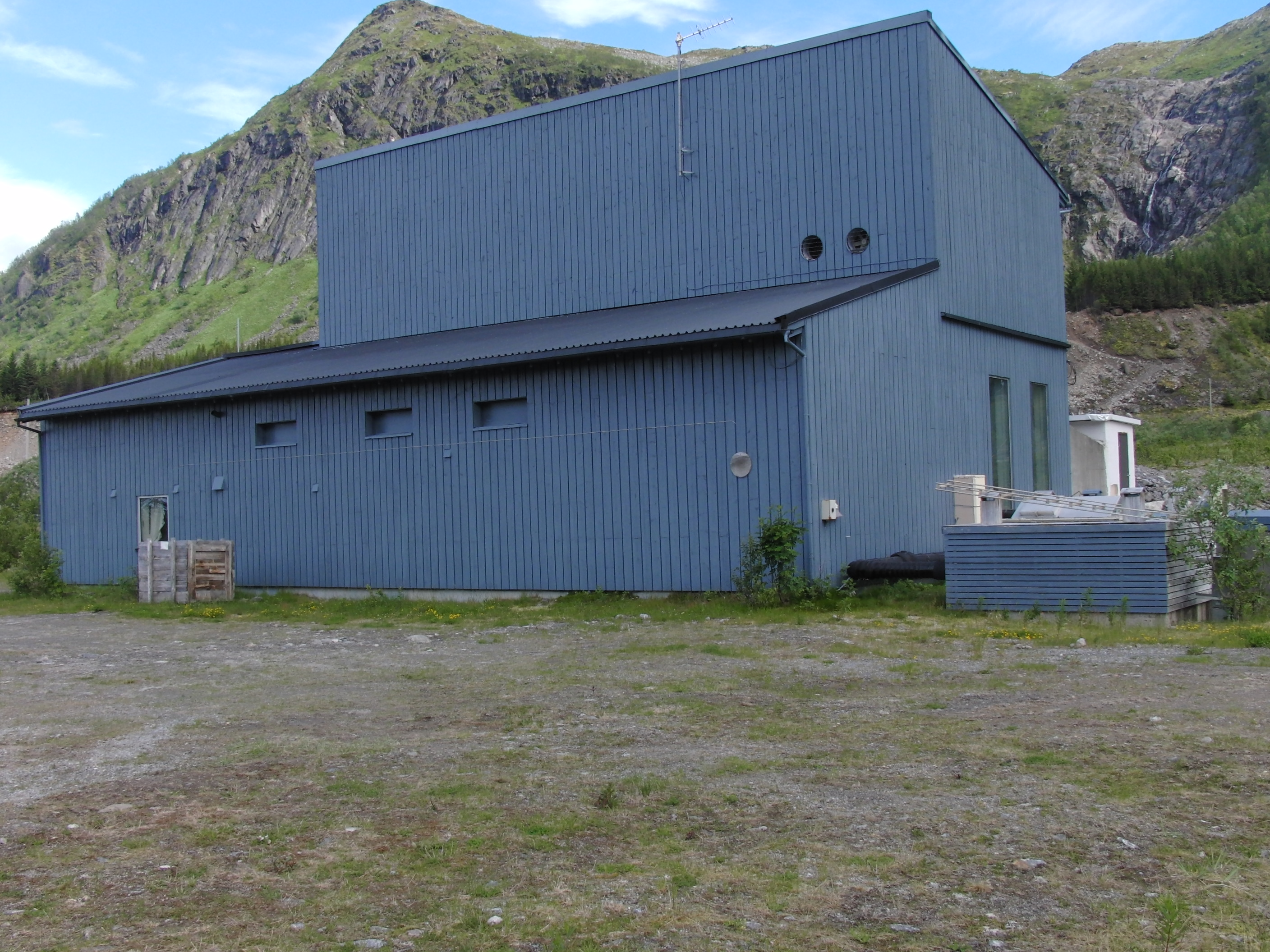
Centrale hydroélectrique de Bergsbotn

Une plate-forme d'observation permet d'observer le paysage.

## Population
| 2000 | 2005 | 2010 | 2015 |
| ---- | ---- | ---- | ---- |
| 124  | 99   | 77   | 62   |